# Nationale Universiteit van Busan
De Nationale Universiteit van Busan (ook bekend als Nationale Universiteit van Pusan, Koreaans: 부산대학교) is een nationale onderzoeksuniversiteit, gevestigd in Busan, Zuid-Korea. De Universiteit werd in 1946 opgericht en werd een reguliere universiteit in 1953.
In de QS World University Rankings van 2020 staat de Nationale Universiteit van Busan wereldwijd op een 521-530ste plaats, waarmee het de 17e Zuid-Koreaanse universiteit op de ranglijst is.